# 佐藤美弥
佐藤 美弥（さとう みや、現姓：藤井、1990年3月7日 - ）は、日本の元女子バレーボール選手。

## 来歴
秋田県秋田市出身。3人兄妹の長女。2人の兄とは年が離れており遊んでもらった記憶はあまりなかったが、兄が所属していたスポーツ少年団の練習についていき兄が練習が終えるまで待っていたことを覚えているという。幼い頃は内向的で泣き虫な子供だった。小学4年生のとき、友人に誘われたことをきっかけにバレーボールを始め、セッターを始めたのも小学生のとき。同じチームに背が高い選手がおり「どちらかをセッターにしよう」と言われたことが、佐藤のセッター人生がはじまるきっかけとなった。中高時代までは「バレーボールは高校まででいいかな、23歳くらいで結婚しているのかな」と考えていた（日立リヴァーレに入団してからも毎年競技を続けるか、止めるかで葛藤した）。
聖霊女子短期大学付属高等学校時代は、同級の江畑幸子らとともに春高バレーやインターハイなどで活躍した。
2008年、嘉悦大学に進学。
2010年4月、日本代表メンバー31名に登録された。長身セッターとして期待された。

### 日立リヴァーレ 時代
2011年12月、Vチャレンジリーグの日立リヴァーレ（現・Astemoリヴァーレ茨城）に入団が内定した。
2012年、日立リヴァーレへ入団。
プレミアリーグに昇格した2013/14シーズンはチームの正セッターとしてチームに貢献。
2014年4月17日、日本代表登録メンバーに選出された。
2014年5月19日、モントルーバレーマスターズ2014に出場する代表メンバー14名に選出。
2014年9月1日、同月23日からイタリアで開催される世界選手権の出場メンバー22名に選出。
2015/16Vプレミアリーグでは司令塔として敢闘賞・ベスト6を受賞する活躍をみせチームのファイナル進出（歴代最高位）に大きく貢献。
2021年5月20日、日立リヴァーレ公式サイトにて退部と現役引退を発表。日立によると、昨夏に行われた日本代表チームの紅白戦で右アキレス健を負傷していたほか、同年1月には持病の腰痛が悪化し、目標としていた東京オリンピック出場を断念したという。
2021年5月22日、同月20日に引退を発表した佐藤と芳賀舞波、堀井有蘭、小野寺友香らを送り出すべく日立リヴァーレ内で引退試合（紅白戦）が行われた。佐藤がコートに立ったのは前年10月に行われた開幕戦以来のことだった。試合の模様はネット配信されたほか、各々の職場の同僚やチームOGも駆け付け、関係者らで引退する4選手の最後のプレーを見届けた。試合後にはサプライズとして、かつてのチームメイトである栗原恵も駆け付けた。
2023年、日立Astemoリヴァーレの事務局スタッフに就任した。2024年からはアカデミー担当を務めている。

## 人物
現役引退後の2021年9月26日、バレーボール日本男子代表の藤井直伸と結婚したことをSNSで発表した。しかし、その3か月後の2021年末、直伸は体調不良に陥り、後日、なかなか症状が回復しないため検査入院をしたところ、胃がんのステージ4だと診断された（直伸が2022年2月27日にSNSで発表）。美弥も闘病生活を支えるが、直伸は2023年3月10日に死去。美弥は同年4月1日にSNSを更新し、感謝の気持ちや直伸のことなどを綴った。また、身体的な不調を疑ったために胃がんの発見が遅れてしまったことに触れ、その経験が多くの方に活かされて欲しいとも綴った。
2022-23 V.LEAGUE DIVISION1 MENにて直伸が特別賞を追贈され、2023年4月23日のファイナルの試合前に行われたその授賞式に美弥が出席し、直伸の逝去以来初めて公の場に立った。トロフィーを受け取り、謝辞で気丈に「これまでの夫の功績をこのような形で讃えていただき、本当にありがたく、誇らしく思っております。」などと話した。

## 所属チーム
- 秋田市立港北小学校（港北スポーツ少年団）[1]
- 秋田市立土崎中学校[1]
- 聖霊女子短期大学付属高等学校
- 嘉悦大学（2008-2012年）
- 日立リヴァーレ #8（2012-2021年）

## 球歴
日本代表（2010年、2014-2021年） 
- 2014年 モントルーバレーマスターズ：6位[26]
- 2017年 ワールドグランプリ：6位[27]
- 2017年 第19回アジア女子選手権大会：優勝[28]
- 2018年 ネーションズリーグ：10位[29]
- 2018年 第18回アジア競技大会：4位[30]
- 2019年 モントルーバレーマスターズ：2位[31]
- 2019年 ネーションズリーグ：9位[32]

## 受賞歴
- 2016年 2015/16Vプレミアリーグ：敢闘賞 / ベスト6[11][33]

## 個人成績
V.LEAGUEの個人成績は下記の通り。
| 大会         | チーム       | 出場     | 出場        | アタック | アタック | アタック | アタック | バックアタック | バックアタック | バックアタック | バックアタック | アタック 決定本数 | ブロック | ブロック       | サーブ | サーブ         | サーブ   | サーブ | サーブ | サーブ   | サーブレシーブ | サーブレシーブ | サーブレシーブ | サーブレシーブ | 総得点      | 総得点      | 総得点   | 総得点      |
| ------------ | ------------ | -------- | ----------- | -------- | -------- | -------- | -------- | -------------- | -------------- | -------------- | -------------- | ----------------- | -------- | -------------- | ------ | -------------- | -------- | ------ | ------ | -------- | -------------- | -------------- | -------------- | -------------- | ----------- | ----------- | -------- | ----------- |
| 大会         | チーム       | 試 合 数 | セ ッ ト 数 | 打 数    | 得 点    | 失 点    | 決 定 率 | 打 数          | 得 点          | 失 点          | 決 定 率       | セ ッ ト 平 均    | 得 点    | セ ッ ト 平 均 | 打 数  | ノ 丨 タ ッ チ | エ 丨 ス | 失 点  | 効 果  | 効 果 率 | 受 数          | 成 功 ・ 優    | 成 功 ・ 良    | 成 功 率       | ア タ ッ ク | ブ ロ ッ ク | サ 丨 ブ | 得 点 合 計 |
| V1 2020-21   | 日立         | 3        | 4           | 0        | 0        | 0        | -        | 0              | 0              | 0              | -              | -                 | 1        | 0.25           | 4      | 0              | 0        | 0      | 2      | 12.5     | 0              | 0              | 0              | -              | 0           | 1           | 0        | 1           |
| V1 2019-20   | 日立         | 24       | 85          | 35       | 17       | 1        | 48.6     | 0              | 0              | 0              | -              | 0.20              | 21       | 0.25           | 275    | 3              | 3        | 26     | 69     | 6.1      | 2              | 0              | 1              | 25.0           | 17          | 21          | 6        | 44          |
| V1 2018-19   | 日立         | 23       | 91          | 29       | 15       | 0        | 51.7     | 0              | 0              | 0              | -              | 0.16              | 18       | 0.20           | 267    | 0              | 4        | 26     | 77     | 6.3      | 4              | 2              | 0              | 50.0           | 15          | 18          | 4        | 37          |
| V1 2017-18   | 日立         | 21       | 75          | 22       | 16       | 0        | 72.7     | 0              | 0              | 0              | -              | 0.21              | 8        | 0.11           | 224    | 5              | 8        | 27     | 65     | 10.0     | 4              | 0              | 0              | 0.0            | 16          | 8           | 13       | 37          |
| V1 2016-17   | 日立         | 28       | 112         | 46       | 25       | 0        | 54.3     | 2              | 0              | 0              | 0.0            | 0.22              | 9        | 0.08           | 382    | 10             | 3        | 43     | 130    | 11.8     | 7              | 0              | 0              | 0.0            | 25          | 9           | 13       | 47          |
| H28 皇后杯   | 日立         | 2        | 6           | 0        | 0        | 0        | -        | 0              | 0              | 0              | -              | -                 | 0        | -              | 20     | 1              | 0        | 0      | 10     | 17.5     | 0              | 0              | -              | 1              | 0           | 0           | 1        | 1           |
| V1 2015-16   | 日立         | 27       | 103         | 47       | 16       | 0        | 34.0     | 0              | 0              | 0              | -              | 0.16              | 22       | 0.21           | 394    | 5              | 18       | 23     | 169    | 15.6     | 6              | 0              | 0              | 0.0            | 16          | 22          | 23       | 61          |
| V1 2014-15   | 日立         | 26       | 96          | 51       | 23       | 0        | 45.1     | 0              | 0              | 0              | -              | 0.24              | 25       | 0.26           | 309    | 3              | 9        | 19     | 83     | 10.0     | 0              | 0              | 0              | -              | 23          | 25          | 12       | 60          |
| V1 2013-14   | 日立         | 28       | 112         | 63       | 27       | 3        | 42.9     | 0              | 0              | 0              | -              | 0.24              | 30       | 0.27           | 216    | 1              | 3        | 15     | 78     | 10.6     | 6              | 1              | 0              | 16.7           | 27          | 30          | 4        | 61          |
| SL 2013      | 日立         | 1        | 0           | 0        | 0        | 0        | -        | 0              | 0              | 0              | -              | -                 | 0        | -              | 0      | 0              | 0        | 0      | 0      | -        | 0              | 0              | -              | 0              | 0           | 0           | 0        | 0           |
| V2 2012-13   | 日立         | 18       | 42          | 23       | 13       | 1        | 56.5     | 0              | 0              | 0              | -              | 0.31              | 21       | 0.50           | 132    | 1              | 4        | 9      | 50     | 12.7     | 0              | 0              | 0              | -              | 13          | 21          | 5        | 39          |
| CM 2012-13   | 日立         | 2        | 3           | 0        | 0        | 0        | -        | 0              | 0              | 0              | -              | -                 | 0        | -              | 4      | 0              | 0        | 0      | 2      | 12.5     | 0              | 0              | 0              | -              | 0           | 0           | 0        | 0           |
| SL 2012      | 日立         | 3        | 10          | 4        | 3        | 0        | 75.0     | 0              | 0              | 0              | -              | 0.30              | 2        | 0.20           | 25     | 1              | 1        | 5      | 10     | 13.0     | 0              | 0              | -              | 7              | 3           | 2           | 2        | 7           |
| 通算：13大会 | 通算：13大会 | 205      | 739         | 320      | 155      | 5        | 48.4     | 2              | 0              | 0              | 0.0            | 0.21              | 157      | 0.21           | 2252   | 30             | 53       | 193    | 745    | 9.8      | 29             | 3              | 1              | 12.1           | 155         | 157         | 83       | 395         |